# 1818 (numero)
Milleottocentodiciotto (1818) è il numero naturale dopo il 1817 e prima del 1819.

## Proprietà matematiche
- È un numero pari.
- È un numero composto da 12 divisori: 1, 2, 3, 6, 9, 18, 101, 202, 303, 606, 909, 1818. Poiché la somma dei suoi divisori (escluso il numero stesso) è 2160 > 1818, è un numero abbondante.
- È un numero felice.
- È esprimibile in un solo modo come somma di due quadrati: 1818 = 1089 + 789 = 332 + 272.
- È un numero di Harshad nel sistema numerico decimale, cioè è divisibile per la somma delle sue cifre.
- È un numero ondulante nel sistema numerico decimale.
- È un numero semiperfetto in quanto pari alla somma di alcuni (o tutti) i suoi divisori.
- È un numero malvagio.
- È parte delle terne pitagoriche (360, 1782, 1818), (1818, 2424, 3030), (1818, 8080, 8282), (1818, 10120, 10282), (1818, 30576, 30630), (1818, 91800, 91818), (1818, 275424, 275430), (1818, 826280, 826282).